# Гвоздков, Александр Владимирович
Александр Владимирович Гвоздков (1898 — 1953) — советский военачальник, генерал-лейтенант (22.06.1944).

## Биография
Родился в 1898 году. Русский.
В Рабоче-крестьянской Красной армии с 1918 года, участник Гражданской войны, член ВКП(б).
В 1935 году окончил Военную академию РККА им. М.В. Фрунзе, в 1937-м – Академию Академию Генерального штаба РККА. С 1935 — начальник штаба стрелковой дивизии в Белорусском военном округе, с декабря 1939 — начальник штаба 49-й стрелковой дивизии в Ленинградском военном округе. С февраля 1940 — начальник штаба 50-го стрелкового корпуса. Участник советско-финской войны.
Великую Отечественную войну встретил на должности начальника оперативного отдела штаба армии Ленинградского ВО. Участник обороны Ленинграда.
С марта 1942 года — заместитель командующего войсками Ленинградского фронта. В 1942-1945 годах - начальник оперативного отдела штаба Ленинградского фронта, в марте 1945 года исполнял обязанности начальника штаба упомянутого фронта.
После войны на той же должности.
С 9 июля 1945 года - начальник штаба Ленинградского военного округа.
Похоронен в Москве, на Ваганьковском кладбище, участок № 20

## Воинские звания
- полковник (29.11.1935)
- комбриг (11.02.1940)
- генерал-майор (4.06.1940)
- генерал-лейтенант (22.06.1944)

## Награды
- Орден Красного Знамени (26 июня 1945)
- Орден Ленина (21 февраля 1945)
- Орден Красного Знамени (3 ноября 1944)
- Орден Красного Знамени (5 октября 1944)
- Орден Ленина (22 июня 1944)
- Орден Красного Знамени (21 марта 1940)
- Орден Кутузова I степени (21 февраля 1944) — за умелое и мужественное руководство боевыми операциями и за достигнутые в результате этих операций успехи в боях с немецко-фашистскими
- Медаль «XX лет Рабоче-Крестьянской Красной Армии» (1938)
- Медаль «За оборону Ленинграда»
- Медаль «За Победу над Германией в Великой Отечественной войне 1941—1945 гг.»